# César Verny, dit Vernier
Pour les articles homonymes, voir Verny (homonymie).
César Verny dit Vernier, né le 18 juin 1738 à Besançon (Franche-Comté), mort le 19 août 1806, est un général de brigade de la Révolution française.

## États de service
Il entre en service comme enfant de troupe en 1749, et il devient lieutenant le 25 juillet 1791. En 1792, et 1793, il sert à l’armée du Rhin et à celle d’Italie.
Le 8 novembre 1793, il passe chef de bataillon au 2e régiment d’artillerie à pied, et il est nommé adjudant-général chef de brigade le 21 mars 1794, à l’armée des Pyrénées occidentales.
Il est promu général de brigade provisoire le 4 mai 1794, promotion approuvée le 13 juin 1795, et il est mis en non activité en octobre 1795, à la suite de la dissolution de l’armée des Pyrénées occidentales.
Il est rappelé à l’activité avec le grade de chef de bataillon le 21 mai 1799, pour prendre le commandement de la place de Luxeuil, et le 24 septembre 1799, il est autorisé à prendre sa retraite avec le grade de chef de brigade.
Il meurt le 19 août 1806.

## Sources
- (en) « Generals Who Served in the French Army during the Period 1789 - 1814: Eberle to Exelmans »
- Arthur Chuquet, Ordres et apostilles de Napoléon (1799-1815), paris, librairie ancienne Honoré Champion, 1911, p. 8
- (pl) « Napoléon.org.pl »
- Charles Théodore Beauvais et Vincent Parisot, Victoires, conquêtes, revers et guerres civiles des Français, depuis les Gaulois jusqu’en 1792, tome 26, C.L.F Panckoucke, janvier 1822, 414 p. (lire en ligne), p. 228.